# ふわふわ科学
『ふわふわ科学』（ふわふわかがく）は、田仲康二（南野彼方）による日本の漫画作品。『まんがタイムきららMAX』（芳文社）にて、2011年1・2月号にゲスト掲載されたのち、同年5月号から2013年5月号にかけて連載された。

## 概要
手作りロケットの実験により教室のガラスが割れるのを目撃した望空。ガラスを片づけるのを手伝った「お礼」として、流理子先生から強引に科学講座に勧誘されるが…。
サイエンスラボに参加する望空をはじめ5人の女子学生が科学実験などを通じ、電磁石や酸化、気象など身近な科学の知識を深めていく。1巻帯のキャッチコピーは、『萌えて科学にもつよくなる! 勉強机に置いていても、きっと怒られない科学4コマ』。

## 登場人物
長谷 望空（はせ みそら）
流理子先生の勧誘によりサイエンスラボに参加することになった、帰宅部の女の子。
内浦 紗月（うちうら さつき）
サイエンスラボに参加する、おっとりしたマイペースな女の子。望空とは、保育園当時の同級生。
四条 怜奈（しじょう れいな）
サイエンスラボに参加するお嬢様。毎晩クマのぬいぐるみを抱いて眠っている。
南雲 榎歩（なぐも かほ）
サイエンスラボに参加する体育会系の女の子で、剣道部に所属。望空たちとは別の学校に通っている。
槙島 智恵（まきしま ちえ）
サイエンスラボに参加する女の子。
高野 流理子（たかの るりこ）
英語講師であるが、実験的教育課程「サイエンスラボ」を担当している。

## 単行本
- 田仲康二 『ふわふわ科学』芳文社〈まんがタイムKRコミックス）
  1. 第1巻（2012年3月27日発売、2012年4月11日発行） ISBN 978-4-8322-4129-9
  2. 第2巻（2013年4月26日発売、2013年5月11日発行） ISBN 978-4-8322-4289-0